# Gijsbert van Tienhoven
Pour les articles homonymes, voir Tienhoven.
Gijsbert van Tienhoven, né le 12 février 1841 à De Werken et mort le 10 octobre 1914 à Bentveld, est un homme d'État néerlandais, président du Conseil des ministres des Pays-Bas du 21 août 1891 au 9 mai 1894. Personnalité sans étiquette de signature libérale, il ne perd pas de vue l'aspect social des choses.

## Biographie

### Jeunesse et carrière privée
Van Tienhoven naît dans le hameau de De Werken, au nord-est de Werkendam, dans ce qui est alors la commune de De Werken en Sleeuwijk (Brabant-Septentrional). Il est le huitième enfant sur douze de l'entrepreneur Gijsbert van Tienhoven (né en 1801 à Ameide) et sa femme Klazina Christina van den Bogaard (née en 1806 à Rozenburg). Il est scolarisé dans une école latine à Gorinchem et commence en 1860 des études de théologie à la Hogeschool Utrecht avant d'abandonner. Il s'inscrit ensuite en études de loi romaine et contemporaine à l'Athenaeum Illustre à Amsterdam, précurseur de l'actuelle université d'Amsterdam. Il en est diplômé en 1866.
Van Tienhoven travaille brièvement en tant qu'avocat à La Haye avant d'entrer au ministère de la Justice en 1867, où il s'occupe de la préparation de textes législatifs. En 1869, il devient professeur de loi romaine et contemporaine à l'Athenaeum Illustre.

### Premiers engagements politiques
Élu au conseil municipal amstellodamois le 4 février 1874, il quitte dès lors ses fonctions universitaires. Il est échevin aux finances du 14 novembre 1874 jusqu'à sa nomination par arrêté royal à la fonction de bourgmestre ; il soutient notamment la construction de logements par la municipalité pour les classes travailleuses. Il est également élu à la Seconde Chambre des États généraux du 28 mars 1878 au 21 décembre 1879 pour la circonscription d'Amsterdam et aux États provinciaux de Hollande-Septentrionale pour un mandat, de 1874 à 1878.

### Bourgmestre d'Amsterdam
De 1880 à 1891, il est bourgmestre d'Amsterdam. Il s'efforce à améliorer l'accès à l'électricité et à l'eau courante. Durant son mandat, la ville se modernise : le Rijksmuseum Amsterdam (1885) et le Concertgebouw (1888) sont inaugurés. Elle accueille le Salon international des colonies et des exportations du 1er mai au 1er octobre 1883. Il est membre de la Première Chambre des États généraux pour la Hollande-Septentrionale à quatre reprises : du 28 juillet 1880 au 11 octobre 1884, du 17 novembre 1884 au 17 août 1887, du 19 septembre 1887 au 27 mars 1888 et du 1er mai 1888 au 21 août 1891.

### Président du Conseil des ministres
La régente Emma de Waldeck-Pyrmont l'ayant en grande estime, quand les libéraux gagnent les élections en 1891 pour la Seconde Chambre des États généraux, elle lui demande de procéder à la formation d'un nouveau cabinet. Van Tienhoven est ainsi président du Conseil des ministres de 1891 à 1894, tout en étant également ministre des Affaires étrangères.
Son nouveau gouvernement s’engage à réformer le suffrage et le système fiscal, à améliorer la sécurité et les conditions de travail dans les usines et à mettre en place une assurance sociale pour les travailleurs âgés et infirmes. En tant que président du Conseil des ministres, Van Tienhoven est l'hôte d'une conférence internationale sur le droit international privé en 1893.
Le cabinet Van Tienhoven ne survit pas à la crise politique autour de la question d'extension du droit de vote. Le président du Conseil des ministres soutient en effet le ministre des Affaires intérieures Johannes Tak van Poortvliet lorsqu'il présente une loi à la Seconde Chambre des États généraux au sujet du suffrage universel masculin. Visant à procéder à un amendement de la Constitution des Pays-Bas, la loi est rejetée et Van Tienhoven et son cabinet démissionnent le 21 mars 1894. Il redevient membre de la Première Chambre des États généraux jusqu'à sa nomination à la fonction de commissaire de la Reine.

### Commissaire de la Reine
Gijsbert van Tienhoven est commissaire de la Reine en Hollande-Septentrionale de 1897 à 1911. Il démissionne de la fonction afin de prendre sa retraite à Bentveld, au sud-ouest de Haarlem, où il meurt en 1914 à l'âge de 73 ans.
Son fils Pieter van Tienhoven est cofondateur de l'organisation Natuurmonumenten. Un bâtiment de l'université d'Amsterdam, le bâtiment Gijsbert van Tienhoven (Gijsbert van Tienhovengebouw), est nommé en son hommage, tout comme un canal dans l'arrondissement de Nieuw-West, le canal du bourgmestre Van Tienhoven (Burgemeester Van Tienhovengracht), ainsi que de nombreuses rues à travers le pays.

## Source
- (nl) Cet article est partiellement ou en totalité issu de l’article de Wikipédia en néerlandais intitulé « Gijsbert van Tienhoven » (voir la liste des auteurs).